# Jean-Baptiste Bory de Saint-Vincent
Jean-Baptiste Marcellin Bory de Saint-Vincent, född 6 juli 1778 och död 22 december 1846, var en fransk baron och forskningsresande.
Bory de Saint-Vincent inträdde i Napoleon I:s här som kapten och avancerade till överste, levde 1815-20 i landsförvisning i Bryssel och senare som liberal journalist i Paris. Han företog resor bland annat till Australien 1798-1802, öarna vid Afrikas kust, Morea och Algeriet.